# 善通寺 (江戸川区)
善通寺（ぜんつうじ）は、東京都江戸川区にある浄土真宗本願寺派の寺院。

## 概要
康正年間(1455年～1457年)、蓮真によって開山された。
本尊は「蓮糸織阿弥陀如来曼荼羅」といい、奈良時代の中将姫の作という。その後千葉常胤の手に渡り、千葉氏代々の守り本尊となったという。蓮真は千葉氏の一族で、父祖から伝来したこの曼荼羅を当寺の本尊にしたという。
その後、小松川の付近を転々としていたが、1596年（慶長元年）、東小松川村に移転した。1915年（大正4年）、荒川放水路の開削で従来の境内を失うことになったため、現在地に移転した。

## 文化財
- 善通寺所在の阿弥陀如来像庚申塔(寛文七年銘) - 江戸川区登録有形民俗文化財・民俗資料、昭和59年2月28日告示[4]

## 墓所
- 奈良林元春（医師）

## 交通アクセス
- 平井駅より徒歩12分（経路案内）。